# Armand Anspach-Puissant
Armand Louis Anspach-Puissant (Brussel, 2 juli 1856 - Brussel, 5 juli 1937) was een Belgisch volksvertegenwoordiger en advocaat.

## Biografie

### Familie

Wapen van de familie Anspach.

Armand Anspach behoorde tot de in Brussel belangrijke familie Anspach en om zich te onderscheiden van andere familieleden noemde hij zich Anspach-Puissant, door toevoeging van de naam van zijn echtgenote, Emilie Puissant, dochter van volksvertegenwoordiger Albert Puissant.
De oorsprong van de familie lag bij de calvinistische predikant en staatsman Isaac Salomon Anspach, poorter van Genève en een politiek figuur in de Republiek Genève en hoofdauteur van de Grondwet van Genève van 1794, en overgrootvader van Armand Anspach. Hij leefde in ballingschap in Brussel van 1783 tot 1789, waar zijn zoon François Anspach, volksvertegenwoordiger en bankier, en de grootvader van Armand Anspach, werd geboren. Zijn ouders waren Eugène Anspach (1833-1890), gouverneur van de Nationale Bank van België, en Adèle Deswert, dochter van Louis Deswert, bankier en lid van het Nationaal Congres. Hij was een neef van Jules Anspach, advocaat, volksvertegenwoordiger en burgemeester van Brussel, en diplomaat Édouard Anspach.
Hij trouwde in 1881 in Brussel met Emilie Puissant (1862-1960), dochter van Albert Puissant, industrieel, provincieraadslid van Henegouwen, burgemeester van Merbes-le-Château en volksvertegenwoordiger. Ze kregen twee zoons en twee dochters.
- Paul Anspach (1882-1981), magistraat en Olympisch kampioen schermen, trouwde in 1905 in Gent met Marie de Smet (1886-1964). Ze kregen drie zoons, met afstammelingen tot heden. Hij hertrouwde in 1928 in Brussel met Marguerite Rinschen (1903-1978). Ze kregen drie zoons, met afstammelingen tot heden. Hij hertrouwde in 1947 in Sint-Gillis met Édith Neufeld (°1917). Het huwelijk bleef kinderloos.
- Marguerite Anspach (1883-1983), trouwde in 1905 in Brussel met Léon Cornil (1882-1962), rechtsgeleerde, hoogleraar aan de Université libre de Bruxelles en procureur-generaal bij het Hof van Cassatie. Ze kregen twee zoons en een dochter, waaronder Maurice Cornil, met afstammelingen tot heden.
- Madeleine Anspach (1887-1938), trouwde in 1910 in Brussel met André Frederix (1887-1950), broer van Jacques Feyder, filmregisseur. Ze kregen een zoon, met afstammelingen tot heden.
- Eugène Anspach (1898-1975), ingenieur, trouwde in 1922 in Brussel met Suzanne Dendoncker (1901-1960). Ze kregen twee zoons, met afstammelingen tot heden.

### Loopbaan
Anspach behaalde aan de Université libre de Bruxelles het diploma van doctor in de wijsbegeerte en letteren (1876) en van doctor in de rechten (1879). Hij werd advocaat aan de balie van Brussel.
In 1886 werd hij verkozen tot liberaal volksvertegenwoordiger voor het arrondissement Thuin. Vanaf 1888 was hij secretaris van de Kamer. Hij bleef volksvertegenwoordiger tot 3 april 1895, toen hij ontslag nam bij de stemming op de wet van 1895 op de gemeenteverkiezingen. Hij was verkozen op een platform voor algemeen stemrecht, maar zag er intussen de gevaren van in. Hij kon hier niet in goed geweten voor stemmen. Een onthouding was verraad aan zijn kiezers en aan zijn geweten, vond hij. Daarom verliet hij tijdens de bespreking onmiddellijk de plenaire vergadering en nam hij ontslag.
Van 1908 tot 1937 was hij gemeenteraadslid van Brussel.
Anspach was voorzitter van de Société protectrice des enfants martyrs. Hij was op het punt van delinquente jongeren zeer actief in het parlement bij het tot stand komen van de wet-Lejeune.
Hij was ook een tijd voorzitter van de Moto Club de Belgique (1900-1903), maar nam ontslag toen in het blad van de vereniging artikels verschenen tegen de liberale Brusselse burgemeester Emile De Mot. Hij was ook erelid van de Ligue vélocipédique belge en sprak herhaaldelijk in de Kamer in het voordeel van de fietsers en voor de aanleg van afzonderlijke fietspaden. In de Brusselse gemeenteraad vroeg hij dat op de boulevards van de stad de verkeersagenten regelmatig het verkeer zouden stilleggen om aan voetgangers toe te laten naar de andere kant van de straat te stappen. Ook was hij medestichter van de Cercle d'Escrime in Brussel in 1901.
Anspach was betrokken bij het bestuur van de Congo-Vrijstaat. Hij was auditeur bij de Hoge Raad voor de Onafhankelijke Congostaat (1903-1908) en bij de Hoge Raad binnen het ministerie van Koloniën (1908-1924). Verder was hij raadsheer bij de hoven van beroep en het Hof van Cassatie van het ministerie van Koloniën (1920-1924). Hij was tevens voorzitter van de Cercle colonial in Brussel en vicevoorzitter van de Office belge de colonisation du Congo.
Hij was vrijmetselaar en lid van de Brusselse loge Les Vrais Amis de l'Union et du Progrès Réunis binnen het Grootoosten van België en werd er Achtbare Meester van. Hij was ook grootcommandeur in de Opperraad voor België van de Aloude en Aangenomen Schotse Ritus. Tijdens de Eerste Wereldoorlog was hij in Parijs Achtbare Meester van de Loge La Belgique.

## Armand Anspach-Puissantprijs
Na zijn overlijden maakte zijn weduwe een bedrag van 5.000 fr. over aan het OCMW van Brussel, waarmee jaarlijks vier spaarboekjes met daarop 50 fr. moesten worden toegekend aan de meest verdienstelijke meisjes van de gemeenteschool nr. 5 in de Schaarbeekstraat.